# Числа Шрёдера
Числа Шрёдера (нем. Schröder) (точнее, большие числа Шрёдера) в комбинаторике описывают количества путей из левого нижнего угла квадратной решётки n×n в противоположный по диагонали угол, используя только ходы вверх, вправо или вверх-вправо («ходом короля»), с дополнительным условием, что пути не поднимаются выше упомянутой диагонали. Именно это дополнительное условие отличает эту последовательность от чисел Деланноя. Названы в честь немецкого математика Эрнеста Шрёдера.
Последовательность больших чисел Шрёдера начинается так:
1, 2, 6, 22, 90, 394, 1806, 8558, …. последовательность A006318 в OEIS.
Ричард Стэнли, профессор Массачусетского политехнического института, утверждает, что Гиппарх посчитал 10-е число Шрёдера 1037718, не упоминая способ, каким к нему пришёл.

## Пример
На рисунке ниже приведены 6 путей Шрёдера на сетке 2 × 2:

## Большие и малые числа Шрёдера

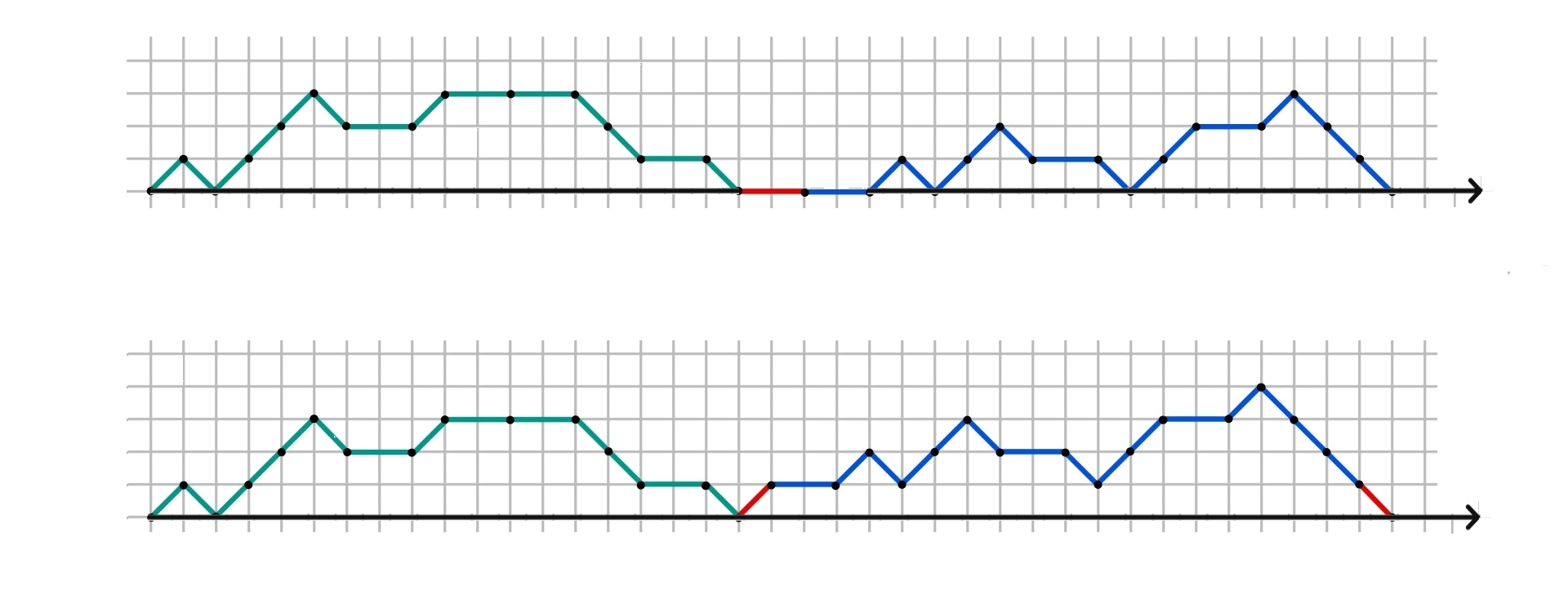

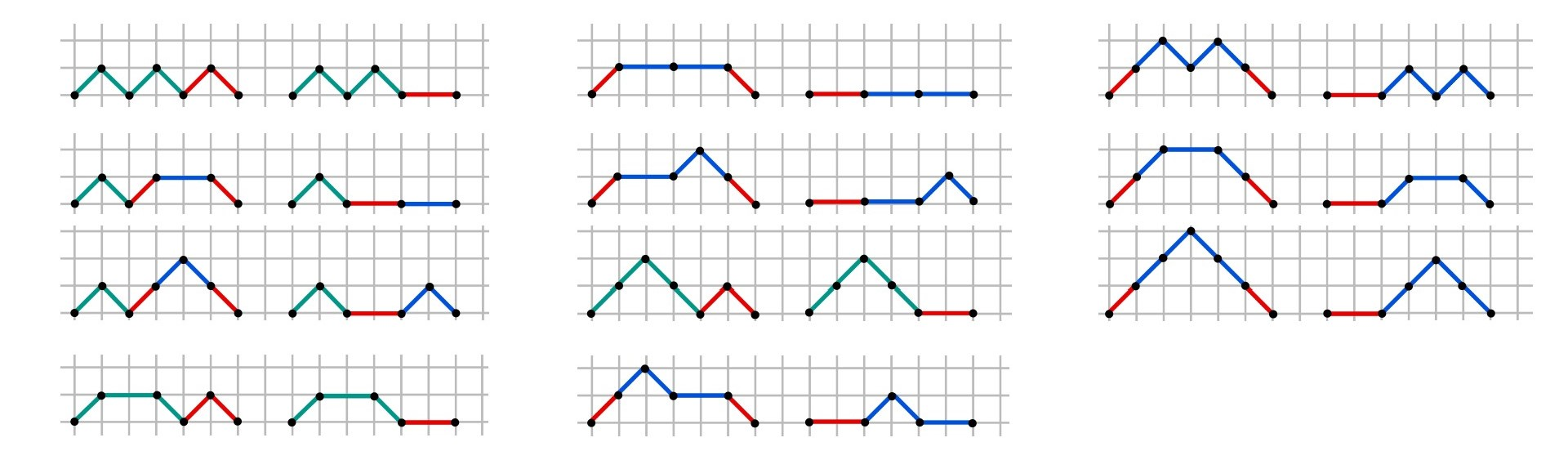
Биекция для

Большие числа Шрёдера {\displaystyle S_{n+1}} считают количество путей из точки (0, 0) в (2{\displaystyle n}, 0), использующих только шаги вправо-вверх или вправо-вниз (шаги (1, 1) или (1, —1)) или двойные шаги вправо (2, 0), которые не опускаются ниже оси абсцисс.
Малые числа Шрёдера {\displaystyle s_{n}} отличаются тем, что запрещены двойные шаги вправо, лежащие на оси абсцисс. Очевидно, {\displaystyle s_{0}=S_{0}=1}. Остальные малые числа Шрёдера вдвое меньше соответствующих больших чисел: {\displaystyle S_{n}=2s_{n}} при  {\displaystyle n>0}. 
Для доказательства этого равенства построим биекцию между путями Шрёдера, в которых есть шаг, лежащий на оси абсцисс, и путями той же длины, в которых нет такого шага. Если в пути Шрёдера есть хотя бы один горизонтальный шаг, лежащий на одном уровне с началом пути, рассмотрим самый левый (красный) такой шаг и, не меняя предшествующую ему (зелёную) часть, поставим следующую за ним (синюю) часть на «ножки».

## Эквивалентные определения
Большое число Шрёдера равно количеству способов разбить прямоугольник на n + 1 меньших прямоугольников, используя n разрезов, с ограничением, что есть  n точек внутри прямоугольника, никакие две из которых не лежат на одной прямой, параллельной сторонам прямоугольника, и каждый разрез проходит через одну из этих точек и делит только один прямоугольник на два. Рисунок показывает 6 способов разрезания на 3 прямоугольника с помощью 2 разрезов:
Большие числа Шрёдера расположены по диагонали следующей таблицы: {\displaystyle S_{n}=T(n,n)}, где {\displaystyle T(n,k)} — число {\displaystyle n}-го ряда {\displaystyle k}-го столобца.
|   | 0 | 1  | 2  | 3   | 4   | 5    | 6    |
| - | - | -- | -- | --- | --- | ---- | ---- |
| 0 | 1 |    |    |     |     |      |      |
| 1 | 1 | 2  |    |     |     |      |      |
| 2 | 1 | 4  | 6  |     |     |      |      |
| 3 | 1 | 6  | 16 | 22  |     |      |      |
| 4 | 1 | 8  | 30 | 68  | 90  |      |      |
| 5 | 1 | 10 | 48 | 146 | 304 | 394  |      |
| 6 | 1 | 12 | 70 | 264 | 714 | 1412 | 1806 |

Таблица заполнена по рекуррентному правилу {\displaystyle T(n,k)=T(n,k-1)+T(n-1,k-1)+T(n-1,k)} для положительных {\displaystyle n} и {\displaystyle k}, причём {\displaystyle T(1,k)=1} и {\displaystyle T(n,k)=0} при {\displaystyle k>n}. 
Можно доказать, что сумма {\displaystyle n}-го ряда этой таблицы равна {\displaystyle (n+1)}-му малому числу Шрёдера {\displaystyle \sum _{k=0}^{n}T(n,k)=s_{n+1}}.

## Свойства
- Числа Шрёдера {\displaystyle S_{n}} удовлетворяют рекуррентному соотношению:

{\displaystyle S_{0}=1;\qquad S_{n}=S_{n-1}+\sum _{i=0}^{n-1}S_{i}S_{n-1-i},\quad n\geq 1\;.}
- Производящая функция:

{\displaystyle \sum _{n=1}^{\infty }S_{n}x^{n}={\frac {1-x-{\sqrt {1-6x+x^{2}}}}{2x}}}

## Приложения
Числа Шрёдера могут быть использованы для вычисления количества разбиений ацтекского бриллианта.